# Đệ Tam Quốc tế
Quốc tế Cộng sản, còn gọi là Quốc tế III hay Đệ tam Quốc tế, là một tổ chức chính trị cực tả theo đường lối chủ nghĩa Marx-Lenin. Tổ chức được thành lập vào tháng 3 năm 1919 ở Moskva và giải tán vào năm 1943. Cương lĩnh hoạt động của Quốc tế Cộng sản là đấu tranh lật đổ chủ nghĩa tư bản, xây dựng chủ nghĩa xã hội bằng hình thức bạo lực cách mạng, thiết lập chuyên chính vô sản. Dưới sự lãnh đạo của Vladimir Lenin, Quốc tế Cộng sản đã tiến hành 7 lần đại hội, qua đó vạch ra chiến lược, sách lược chỉ đạo phong trào cộng sản và công nhân quốc tế, hậu thuẫn các phong trào giải phóng dân tộc và đề ra biện pháp chống chủ nghĩa phát xít.

## Lịch sử

### 1919–23: Khởi đầu và cách mạng toàn cầu
Ngày 24 tháng 1 năm 1919, Trotsky thay mặt Đảng Bolshevik gửi điện mời 39 đảng cộng sản và tổ chức cánh mạng khắp nơi đã đoạn tuyệt với Quốc tế II tới dự Đại hội Quốc tế Cộng sản lần thứ I tại Moskva. Vì khó khăn đi lại do sự bao vây cấm vận của quân Đồng minh đối với Nga Xô viết, buổi khai mạc bị trì hoãn 2 tuần cho tới ngày 2 tháng 3 năm 1919. Tại Moskva, tổng cộng 51 đại biểu tới dự Đại hội, chỉ 9 trong số đó là người ngoại quốc, và hầu như tất cả đại biểu đều không có giấy tờ xác minh tính đại diện cho đảng hoặc tổ chức tương ứng của họ; dẫu vậy, các đại biểu đồng thuận bỏ phiếu sáng lập Quốc tế Cộng sản vào ngày 4 tháng 3 năm 1919. Tuy được lập ra một cách chóng vánh và sơ sài, trên thực tế còn chưa có điều lệ hay có được sự công nhận nào, một ủy ban chấp hành vẫn được lập ra trước mắt với Zinoviev làm Chủ tịch. Việc người Nga chiếm đa số trong ban chấp hành vào buổi đầu hoàn toàn bất đắc dĩ; Lenin, Zinoviev và Trotsky cam đoan tình trạng này chỉ là tạm thời và trụ sở của Quốc tế sẽ theo làn sóng cách mạng vô sản hướng sang Tây Âu nếu mọi sự an bài.

### 1939–43: Thế chiến thứ hai và giải thể
Vào mùa thu năm 1941 cơ sở trung ương của Quốc tế Cộng sản tại Moskva chuyển tới tỉnh phía đông Ufa thuộc Bashkortostan trước cuộc tấn công của lính Đức. Vào ngày 15 tháng 5 năm 1943 Ủy ban hành động của Quốc tế Cộng sản tuyên bố quyết định giải tán tổ chức mình vào ngày 10 tháng 6 năm 1943. Ngay cả các cán bộ của Quốc tế Cộng sản cũng rất ngạc nhiên về loan báo này. Sau khi 31 đảng Cộng sản trong liên minh trả lời đồng ý, các cơ sở của Quốc tế Cộng sản đã chấm dứt hoạt động.
Người ta cho là sự giải tán này là quyết định của Iosif Vissarionovich Stalin. Trong một cuộc phỏng vấn với thông tấn xã Reuters vào ngày 28 tháng 5 năm 1943, Stalin cho biết, việc giải tán của tổ chức Quốc tế Cộng sản có 2 vấn đề chính:
- Moskva không xen vào vấn đề riêng của các nước khác.
- Các đảng Cộng sản của các nước xử theo quyền lợi của công dân nước mình chứ không phải theo lệnh từ bên ngoài[7].

Nói chung việc giải tán Quốc tế Cộng sản được cho là nhượng bộ của Stalin đối với đồng minh phương Tây, Hoa Kỳ và Anh, do Liên Xô cần sự giúp đỡ để chống lại cuộc tấn công của Adolf Hitler.